# Full Circle (Pennywise)
Full Circle è il quarto album del gruppo skate punk, Pennywise, pubblicato il 22 aprile 1997 da Epitaph Records e rimasterizzato l'8 maggio 2005.

## Il disco
Full Circle è il primo album senza il bassista Jason Thirsk, morto il 29 luglio 1996, che tuttavia suona in alcune tracce perché l'album fu iniziato prima della sua morte. Tutto l'album è stato dedicato alla memoria di Jason, membro chiave nella scrittura dei testi dei Pennywise e grande amico di ciascun componente della band. Randy Bradbury dei One Hit Wonder lo ha sostituito. La maggior parte dei testi furono riscritti dopo la morte.

## Tracce
Tutte le tracce sono state scritte dai Pennwise
1. Fight Till You Die – 2:22
2. Date With Destiny – 2:55
3. Get A Life – 2:56
4. Society – 3:24
5. Final Day – 3:11
6. Broken – 2:46
7. Running Out Of Time – 2:21
8. You'll Never Make It – 2:35
9. Every Time – 3:37
10. Nowhere Fast – 2:56
11. What If I – 2:55
12. Go Away – 1:51
13. Did You Really – 2:51
14. Bro Hymn – 5:11

## Formazione
- Jim Lindberg - voce
- Randy Bradbury - basso e voce d'accompagnamento
- Byron McMackin - batteria
- Fletcher Dragge - chitarra e voce d'accompagnamento
- Jason Thirsk - chitarra, basso e voce d'accompagnamento
- Justin Thirsk - voce d'accompagnamento, batteria[3]

## Classifiche
| Anno | Classifica        | Posizione |
| ---- | ----------------- | --------- |
| 1997 | The Billboard 200 | 79        |